# Iglesia de Nuestra Señora de la Consolación (Arroyomolinos)

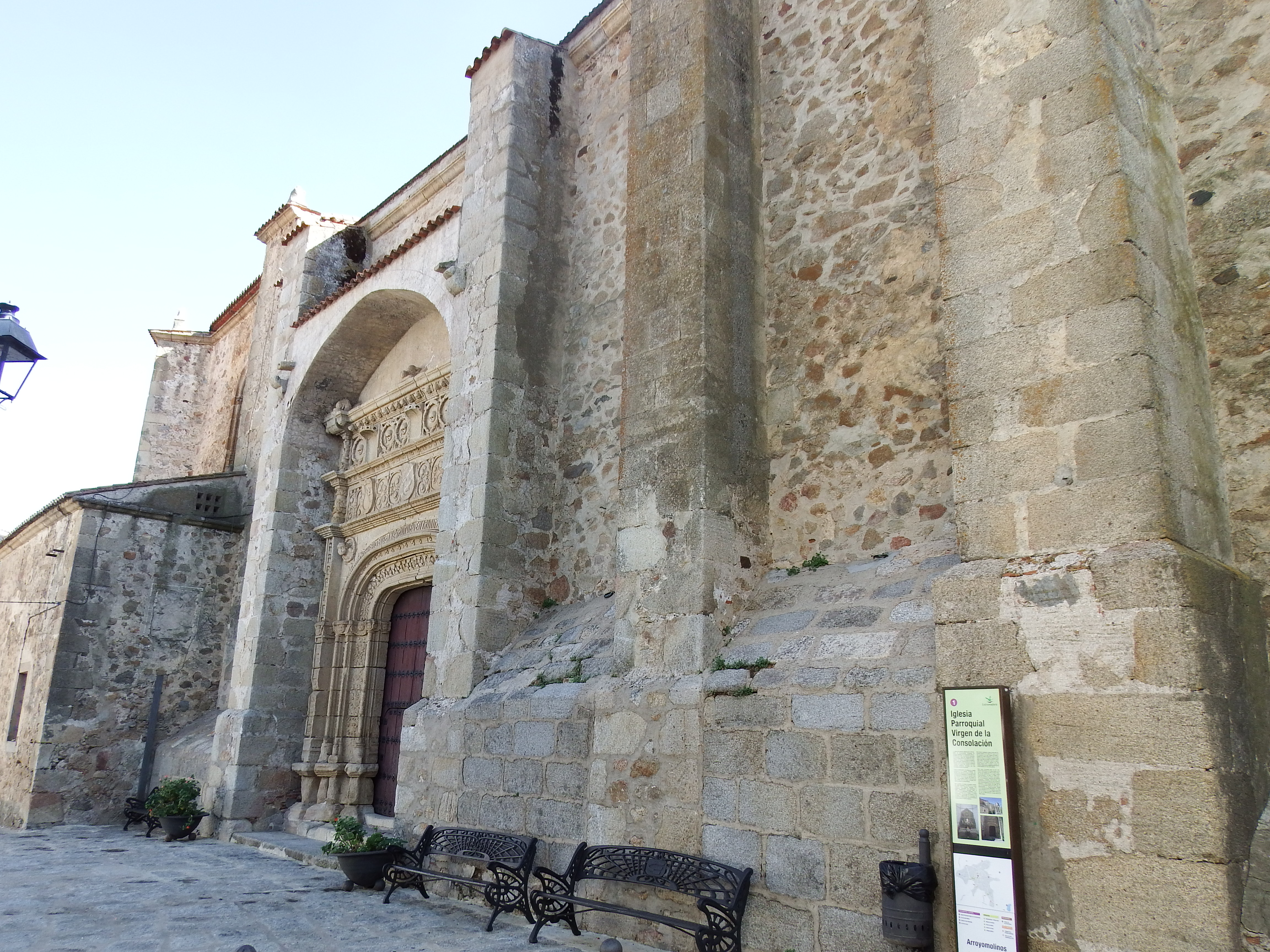
Una de las entradas a la iglesia.

La iglesia de Nuestra Señora de la Consolación de Arroyomolinos (Provincia de Cáceres, España) es el monumento más importante de la villa. Los primeros cimientos se remonta a siglo XVI, aunque fue terminada en el siglo XVII. Es una fábrica de mampostería con refuerzo de sillares graníticos. Organizada interiormente en una sola nave de cuatro tramos, techados mediante bóvedas de cañón con lunetos, una gran cabecera poligonal, rematada con una compleja bóveda de crucería.
Posee sacristía junto a la cabecera y capilla bautismal, en el extremo occidental del templo. A los pies de la nave se adosa una robusta torre-campanario, construida sobre un porche que se conoce en el pueblo como los arcos. En los laterales del templo se abren dos portadas, siendo la septentrional una notable obra en la que se funden elementos góticos y renacentistas.
Esta portada se puede encuadrar dentro del estilo Plateresco, se abre la portada con un arco carpanel entre pilastras cajeadas con grutescos, decoradas con arquivoltas y doble entablamento, decorada toda la estructura con elementos vegetales, calavereas y escudos de la Virgen y la Orden de Santiago. Un ejemplo muy similar a esta portada, en Extremadura se encuentra en Los Santos de Maimona, tal vez pertenecen las dos obras al mismo maestro.
Del interior destacan varias obras que se pueden fechar las más antigua en el siglo XV como es el rico sepulcro también plateresco, en la parte superior tiene un crucifijo y ángeles a los lados, todo ello en piedra; se ignora a quién pudo haber pertenecido, pues su descubrimiento es de fecha reciente. De esta misma época data el púlpito cercano al sepulcro destacando de él su abigarrada decoración y barroquismo en una obra pétrea.
Obra poco conocida pero no por ello menos importante es la tabla Virgen de la Leche, su nombre se debe al tema tratado, ya que se representa a la virgen madre amamantando a su hijo. La virgen se representa con corona y un rostro muy delicado, en la izquierda y la derecha hay ángeles cantando y tocando instrumentos que representan la felicidad de ese momento, esta obra pertenece a la escuela hispano flamenca, data también del siglo XV, es una de las pocas obras de este estilo en Extremadura, originariamente estaba en la Ermita de San Sebastián. No debemos olvidarnos de los retablos barrocos que se fechan en el siglo XVIII, destacando por su dimensiones el que está en el altar mayor.
- Datos: Q5909554